# (346) Hermentaria
(346) Hermentaria es un asteroide perteneciente al cinturón de asteroides descubierto el 25 de noviembre de 1892 por Auguste Honoré Charlois desde el observatorio de Niza, Francia.
Está posiblemente nombrado por Herment, una villa de Francia.